# Georgios Papadopoulos
Georgios Papadopoulos (grekiska: Γεώργιος Παπαδόπουλος), född 5 maj 1919 i Elaiochori, Achaia, Peloponnesos, död 27 juni 1999 i Aten, var en grekisk militär som ledde den statskupp som ägde rum den 21 april 1967, och därefter premiärminister och sedan president för militärjuntan som styrde landet 1967–1974.

## Biografi
Efter att Papadopoulos tagit examen från militärakademin 1940, inkallades han i armén och deltog som artillerist mot Italien och Nazityskland under andra världskriget. Under Nazitysklands, Italiens och Bulgariens ockupation, valde han att kollaborera, men lämnade landet med hjälp av britterna 1944 och begav sig till Mellanöstern, där exilregeringen befann sig. Han fick där löjtnants grad. Efter kriget blev han så småningom major och utbildades av CIA, varefter han var verksam inom den grekiska underrättelsetjänsten.
1956 deltog Papadopoulos i den misslyckade kuppen mot kung Paul. Två år senare deltog han i att bygga upp ett center för militära studier, där den senare lyckade kuppen utgick ifrån. En månad före de allmänna valen, den 21 april 1967, ledde Papadopoulos tillsammans med några andra medelhöga militärer, en statskupp, hjälpta av den politiska konflikten mellan kung Konstantin II och premiärminister Georgios Papandreou. Papadopoulos syfte med kuppen var att omforma Grekland. Efter kungens misslyckade motkupp den 13 december, som ledde till att kungen lämnade landet, utsågs Papadopoulos till premiärminister.
Papadopoulos regim präglades av krigslagar, censur, massarresteringar och tortyr. Hans försvar av detta, mot omfattande internationell kritik, var att det var ett nödvändigt led i krossandet av kommunismen. Bortsett från stöd från USA, upplevde Grekland en kännbar isolering från andra stater.
Den 13 augusti 1968 misslyckades ett mordförsök på Papadopoulos av Alexandros Panagoulis, vars följande fångenskap fick stor internationell uppmärksamhet. Detta och annat som väckte världens fördömanden, ledde till att Papadopoulos försökte demokratisera landet. Den 1 juli 1973 avskaffade han monarkin, och utropade sig till president.
Den 17 november 1973 gjorde studenterna vid Athens Polytechnic uppror, och den 25 november avsattes Papadopoulos av militären. 1974 återinfördes demokratin, och Papadopoulos ställdes inför rätta. Han dömdes till döden, men straffet ändrades till livstids fängelse. Under tiden i fängelset grundade han år 1984 det högerextrema partiet Nationella politiska unionen. Han blev aldrig frisläppt och avtjänade ännu straffet när han 80 år gammal dog av cancer.